# Glanes
Glanes – miejscowość i gmina we Francji, w regionie Oksytania, w departamencie Lot.
Według danych na rok 1990 gminę zamieszkiwało 216 osób, a gęstość zaludnienia wynosiła 79 osób/km² (wśród 3020 gmin regionu Midi-Pireneje Glanes plasuje się na 847. miejscu pod względem liczby ludności, natomiast pod względem powierzchni na miejscu 1666.).